# Campanha de Filadélfia
A Campanha de Filadélfia (1777–1778) consistiu numa iniciativa das tropas britânicas durante a Guerra da Independência dos Estados Unidos para conquistar a cidade de Filadélfia, a qual era o quartel-general do Segundo Congresso Continental. O general britânico William Howe, depois de não ter conseguido forçar o Exército Continental, comandado pelo general George Washington, a entrar em confronto perto de Nova Jérsia, levou as suas tropas em navios e desembarcou-as na zona norte da baía de Chesapeake. Dali, avançou em direcção a norte em direcção a Filadélfia. Washington preparou acções de defesa contra os movimentos de Howe em Brandywine Creek, mas foi cercado e expulso na Batalha de Brandywine em 11 de Setembro de 1777. Após várias escaramuças e manobras, Howe conseguiu entrar e tomar Filadélfia. Washington, então, decidiu atacar, mas sem sucesso uma das guarnições de Howe em Germantown antes de se retirar para Valley Forge para aí passar o Inverno.
A campanha de Howe foi controversa pois, apesar de ter conseguido capturar a cidade de Filadélfia, fê-lo devagar e não apoiou a campanha de John Burgoyne mais a norte, a qual terminou em desastre em Saratoga para os britânicos, e fez entrar a França na guerra. O general Howe demitiu-se durante a ocupação de Filadélfia e foi substituído pelo segundo-no-comando, o general Henry Clinton. Clinton retirou as tropas da cidade, levando-as para Nova Iorque em 1778, para aumentar as defesas da cidade contra um possível ataque franco-americano. Washington pressionou o exército britânico em todo o caminho até Nova Jérsia, e conseguiu com sucesso forçar uma batalha em Monmouth Court House, uma das maiores batalhas da guerra.
No final da campanha, os dois exércitos estavam aproximadamente na mesma situação quando aquela começou.